# Tom Søndergaard
Tom Søndergaard (2 de janeiro de 1944 - 16 de junho de 1997) foi um futebolista dinamarquês, que atuava como meia.

## Carreira
Tom Søndergaard fez parte do elenco da Seleção Dinamarquesa de Futebol que disputou a Eurocopa de 1964.

## Ligações Externas
- Perfil em FIFA.com Arquivado em 18 de agosto de  2016, no Wayback Machine. (em inglês)